# Gittersbach (Markt Indersdorf)
Gittersbach ist ein Gemeindeteil von Markt Indersdorf im oberbayerischen Landkreis Dachau. Die Einöde liegt circa eineinhalb Kilometer nordwestlich von Indersdorf und ist über die Kreisstraße DAH 2 zu erreichen.
Der Ort wurde 972 als „Guttinespah“ erstmals erwähnt.